# Distrikt Yauya
Der Distrikt Yauya liegt in der Provinz Carlos Fermín Fitzcarrald in der Region Ancash in West-Peru. Der Distrikt wurde am 18. November 1905 gegründet. Er besitzt eine Fläche von 175 km². Beim Zensus 2017 wurden 4336 Einwohner gezählt. Im Jahr 1993 lag die Einwohnerzahl bei 5007, im Jahr 2007 bei 5288. Die Distriktverwaltung befindet sich in der 3250 m hoch gelegenen Ortschaft Yauya mit 549 Einwohnern (Stand 2017). Yauya liegt 12 km nordnordöstlich der Provinzhauptstadt San Luis.

## Geographische Lage
Der Distrikt Yauya liegt im Nordwesten der Provinz Carlos Fermín Fitzcarrald. Entlang der nordwestlichen und nördlichen Distriktgrenze fließt der Río Yanamayo, linker Nebenfluss des Río Marañón, nach Osten.
Der Distrikt Yauya grenzt im Südwesten an den Distrikt San Luis, im Nordwesten an den Distrikt Llumpa (Provinz Mariscal Luzuriaga), im Norden an die Distrikte Musga und Llama (beide in der Provinz Mariscal Luzuriaga) sowie im Osten an den Distrikt San Nicolás.